# جنى أبو غوش
جنى جمال موسى أبو غوش (ولدت في 8 يناير 2001)، والمعروفة باسم جنى أبو غوش ( (بالعربية: جنى ابو غوش),  هو لاعب كرة قدم أردني يلعب كلاعب خط وسط في منتخب الأردن للسيدات.

## الأهداف الدولية
تظهر قائمة الأهداف والنتائج التي سجلها جوردان أولاً.
|    | التاريخ        | المكان                                    | الخصم     | نتيجة | نتيجة | مسابقة                                             |
| -- | -------------- | ----------------------------------------- | --------- | ----- | ----- | -------------------------------------------------- |
| 1. | 13 نوفمبر 2018 | ستاد فيصل الحسيني الدولي ، الرام ، فلسطين | إندونيسيا | 3-0   | 3-0   | تصفيات آسيا المؤهلة للألعاب الأولمبية للسيدات 2020 |

## روابط خارجية
- جنى أبو غوش – سجل منافسات الفيفا
- جنى أبو غوش  على سكروي